# Bat Cave
Pour les articles homonymes, voir Batcave (homonymie).
Bat Cave est une zone non incorporée  du comté de Henderson en Caroline du Nord.
La similarité de nom avec la Batcave de Batman a provoqué le vol de nombreux panneaux de signalisation.[réf. nécessaire]